# Institut international de recherches pour la paix à Genève
 (février 2023).
L'Institut international de recherches pour la paix à Genève (en anglais : Geneva International Peace Research Institute, GIPRI) est une organisation non gouvernementale basée à Genève. 
Dans les années 2010s-2020s, et surtout depuis le début de la guerre russo-ukrainienne, le GIPRI s'attache à démontrer que « les politiques actuelles des États-Unis, du Royaume-Uni, de l’Union européenne et de l’OTAN à l’égard de la Russie et de la Chine violent la lettre et l’esprit de la Charte des Nations Unies », une position « pro Kremlin » dénoncée dans un article de la Tribune de Genève en février 2023.

## Historique
En juin 1980, un bureau est créé à Genève « à l'image du SIPRI » (l'Institut international de recherche sur la paix de Stockholm), il porte un nom similaire Geneva International Peace Research Institute (GIPRI), et est destiné à collaborer avec le SIPRI. Le directeur est André Gsponer (physicien), Roy Preiswerk préside son comité et Denis de Rougemont préside le comité d'honneur. Au sein du comité on trouve entre autres Monique Bauer-Lagier (conseillère aux États), Alexandre Berenstein (juriste), Édouard Dommen (économiste), Orio Giarini (membre du Club de Rome), Albert Jacquard (généticien). Une brochure cite deux projets en cours (en novembre 1980) : les applications militaires des accélérateurs de particules, et les problèmes de sécurité de l'approvisionnement en énergie de la Suisse.
Dès sa création, l'institut doit faire face à des ressources trop limitées. Puis les personnes engagées s'opposent sur les options à prendre, et plusieurs démissionnent dont André Gsponer et Roy Preiswerk. À la suite du décès de ce dernier (remplacé à la présidence par Alexandre Berenstein), une « crise » mène à l'adoption de nouveaux statuts en janvier 1984 : l'association devient une fondation. L'association avait reçu de la ville de Genève un subside unique de 50 000 francs en 1982. En 1985, la fondation GIPRI reçoit la même somme de la ville, et autant du canton de Genève. 
Depuis 1987, le GIPRI organise un « cycle d'enseignement intensif sur la paix » durant l'été. Des conférences publiques sont organisées par Pro-GIPRI. En 1991, le cours de trois semaines est organisé en association avec l'UNIDIR ; Pierre de Senarclens est l'un des intervenants. Au début des années 1990, l'Université de Genève contribue au cours d'été avec un subside annuel de 10 000 francs. De 1987 à 1996, ces cours ont réuni des participants de plus de 60 pays. En 1996, le fonctionnement du GIPRI nécessiterait une somme annuelle de 200 000 à 250 000 francs, mais il est « au bord de l'asphyxie » selon son président Jean-Pierre Stroot.
Dans un article d’opinion publié en 2022 dans la Tribune de Genève, le président du GIPRI Gabriel Galice appelle à « prendre au sérieux les raisons » qui ont conduit la Russie à envahir l’Ukraine. Pour lui, « depuis trente ans les Russes demandent vainement la mise en place d’une architecture commune de sécurité », l’Occident aurait « nourri un discours antirusse ». Il fait référence au livre de Guy Mettan Russie-Occident. Une guerre de mille ans. Jusqu'à leur interdiction en Europe consécutive à l'Invasion de l'Ukraine par la Russie, les membres du GIPRI apparaissent régulièrement sur les chaînes de propagande RT et Sputnik où ils défendent la politique de Vladimir Poutine.
Concernant la guerre à Gaza, le GIPRI avec d'autres organisations appelle en mai 2024 la Cour pénale internationale (CPI) à enquêter sur Ursula von der Leyen pour complicité de crimes de guerre et de génocide commis par Israël dans les territoires palestiniens occupés et à Gaza.

## Objectifs
Le GIPRI est une fondation indépendante de toute organisation politique ou religieuse, destinée à promouvoir l’étude, l'enseignement et la discussion interdisciplinaire des problèmes relatifs à la paix. Il se veut un lieu de rencontre pour toutes les personnes qui s'intéressent à ces questions : les citoyens, les responsables politiques tout autant que les spécialistes des sciences humaines ou naturelles.[réf. nécessaire]

## Organisation
L'organe décisionnaire du GIPRI est le Conseil de fondation. Il comprend un maximum de quinze membres, suisses et étrangers, dont le mandat est de trois ans renouvelable. Les membres sont bénévoles, ils sont nommés par cooptation. Le Conseil élit un bureau qui est l'organe exécutif. 
Le Comité d'honneur est composé d'hommes de sciences, de lois et de lettres. S'il ne dispose pas d'un pouvoir normatif, il exerce néanmoins une magistrature morale sur le Conseil de fondation. Jacqueline Berenstein-Wavre préside le comité d'honneur.
Une Commission scientifique donne son avis sur les projets de recherches, les travaux en cours et leurs conclusions.
La fondation est présidée par le docteur Gabriel Galice, élu par le Conseil de fondation en décembre 2013.

### Membres notables
- Gabriel Galice[1]
- Guy Mettan[1]

### Publications
Les Cahiers du GIPRI sont la principale publication du GIPRI :
- Cahier du GIPRI n°1 (2004), Droit, éthique et politique, Abdou Diouf, Aminata Dramane Traoré, Denis Collin.
- Cahier du GIPRI n°2 (2004), Frontières entre police et armée, Michel Liechti, Giovanni Arcudi, Marisa Vonlanthen.
- Cahier du GIPRI n°3 (2005), Guerre en Irak, crise internationale – les dimensions historiques, politiques et juridiques d’un conflit, Jean-Pierre Stroot, Gabriel Galice (dir.).
- Cahier du GIPRI n°4 (2006), Capitalisme, système national/mondial hiérarchisé et devenir du monde, Michel Beaud.
- Cahier du GIPRI n°5 (2007), Scénarios d’avenir pour le Burundi et l’Afrique des Grands Lacs, Angelo Barampama, Roger Eraers (dir.).
- Cahier du GIPRI n°6 (2007), La guerre est-elle une bonne affaire?, Mayeul Kaufmann, Claude Serfati, Gabriel Galice, Jacques Fontanel.
- Cahier du GIPRI n°7 (2009), Les causes des guerres à venir, Gabriel Galice (dir.).
- Cahier du GIPRI n°8 (2010), Quel avenir pour l’Irak?, Yvonne Jänchen (dir.).
- Cahier du GIPRI n°9 (2013), Regards croisés sur la guerre et la paix, Gabriel Galice (dir.).

Occasionnellement, le GIPRI publie également des Bulletins Spéciaux ou des Hors-Série:
- Bulletin Spécial (2003), Le GIPRI et l’Irak, Gabriel Galice, Nicolas Sarkis, Laurent Calligé, Jean-Pierre Stroot.
- Hors-Série (2008), De l’Eau et de la Paix – Conflit et Coopération Israélo-palestiniens, Laurent Calligé (dir.).

## Reconnaissance
En 1988, le GIPRI est reconnu « Messager de la paix » par les Nations unies[réf. nécessaire]. En tant qu'organisation non gouvernementale, il est doté du statut consultatif spécial auprès du Conseil économique et social des Nations unies (ECOSOC), au moins depuis 2017. À ce titre, il est une institution qui s'inscrit dans la Genève internationale.